# GOLDEN☆BEST THE 東南西北 Ever Lasting Blue
『GOLDEN☆BEST THE 東南西北 Ever Lasting Blue』（ゴールデン☆ベスト ザ・とんなんしゃーぺー エヴァー・ラスティング・ブルー）は、THE 東南西北のベスト・アルバム。2003年3月19日発売。発売元は、Sony Music House（現：ソニー・ミュージックダイレクト）。規格品番はMHCL-230。

## 解説
各レコード会社から発売されている“ゴールデン☆ベスト”シリーズの中の1枚。
1985年にCBS・ソニーSDオーディションでグランプリを受賞、メジャー・デビュー。1991年までグループとして活動した同バンドのシングルA面曲をメインとしたベスト・アルバム（一部の両A面曲は未収録）。デモ・トラック（仮録音）等の初音源化楽曲も収録。
発売に際し、音源はすべてリマスタリングが実施されている。
歌詞ブックレットの冒頭ページは、元メンバー（ボーカル）で作曲家の久保田洋司によるライナーノーツが、また歌詞の記載ページには、同じく久保田による楽曲ごとの解説が掲載。

## 収録曲
特記以外　作詞・作曲:久保田洋司 編曲:戸田誠司
1. イタバリ・ローカ（3:48）
2. 星がっちゃうねジャマイカ（Tokonatsu-Kokonatsu Mix）（6:59）
3. ため息のマイナーコード（3:24）
  - 編曲:白井良明
4. 微妙な気持ち（3:55）
  - 作詞:松本隆 作曲・編曲:中崎英也
5. 内心、Thank You（4:28）
  - 作詞:松本隆
6. Shadow Dancing（4:06）
  - 作詞:松本隆
7. 水色のドリーマー（3:45）
8. Atmosphere（5:18）
9. 君の名前を呼びたい（4:50）
  - 作詞:松本隆 編曲:村松邦男
10. NO-SERIOUS（3:46）
  - 作詞:坪田雅尚 編曲:白井良明
11. 木枯らしの少女-BAD GIRL BUT GIRL（3:36）
  - 作詞:神沢礼江 作曲:久保田洋司・安部隆雄 編曲:安部隆雄
12. INNOCENCE-僕がここにいる（3:23）
13. さざ波 Bird Child（4:28）
  - 編曲:安部隆雄
14. 彼女のINSIDE（4:06）
  - 作詞:水上侑 編曲:溝口肇
15. HAPPY REBIRTHDAY（3:46）
  - 編曲:鈴木智文
16. T. U. My Dear（Demo Track）（3:46）
  - 編曲:THE 東南西北
17. ため息のマイナーコード（Demo Track）（3:26）
  - 編曲:THE 東南西北

## メンバー
- 久保田洋司 - ボーカル・ギター
- 清水伸吾 - ベース
- 大池茂文 - ドラム
- 入船陽介 - キーボード
- 加納順 - ギター